# Ponce Zannou
Ponce Zannou, de son nom civil Ponce Enagnon Kokou Zannou, est un artiste plasticien béninois né le 31 octobre 1974 au Bénin.

## Biographie

### Enfance, Éducation et carrière
Ponce Zannou s'oriente très tôt vers le chemin de l’art en travaillant dans des ateliers d’art de fortune et dans la rue, où il met au point sa technique de sculpture sur toile.
Rapidement, Ponce Zannou cherche une alternative à une peinture trop sage en y intégrant des objets récupérés.

## Prix et récompense
Ponce Zannou a reçu de nombreux prix dont celui du meilleur artiste peintre au Bénin Golden Awards en 1999 et 2000. Il a été également médaillé d’or du concours de peinture des 4es jeux de la Francophonie en 2001 à Ottawa-Hull au Canada.